# Balasaraswati
Tanjore Balasaraswati, également connue sous le nom de Balasaraswati (née le 13 mai 1918 et morte le 9 février 1984) est une danseuse indienne célèbre. Son interprétation du bharata natyam, un type de danse classique originaire de l'État du Tamil Nadu, dans le sud de l'Inde, a fait connaître cette danse dans les différentes régions d'Inde et dans plusieurs parties du monde.

## Biographie
Balasaraswati appartient à la septième génération d'une famille matrilinéaire traditionnelle de musiciennes et de danseuses de temple, ou devadâsî. Son ancêtre, Papammal, était une musicienne et une danseuse, née au milieu du XVIIIe siècle, et exerçant ses talents au sein de la cour de Tanjore. Sa grand-mère, Vina Dhanammal (1867-1938), est considérée comme une musicienne importante du début du XXe siècle. Sa mère, Jayammal (1890-1967) est une chanteuse,,,.
Elle apprend la musique au sein de la famille dès son plus jeune âge, et sa formation à la danse commence à l'âge de quatre ans sous la direction d’un professeur de danse, K. Kandappan Pillai. Elle souhaite dès cet âge faire de la danse une profession à part entière, mais son entourage familial ne l’encourage pas en ce sens, malgré la tradition transmise de génération en génération
Parallèlement, elle continue à recevoir des conseils d’autres professeurs, dont Gauri Ammal et Chinnaya Naidu. Qui lui enseignent les slokas (chants et rythmes) et l’abhinaya (en), l’art de l’expression. Elle pratique également la musique carnatique avec sa mère.
Alors même qu'elle progresse et qu’elle souhaite de plus en plus clairement faire de la danse une profession à part entière, sa famille fait face à des critiques : sous le régime colonial anglais, être danseuse, c’est être reléguée à la marge de la bonne société, les devadâsîs sont déconsidérées, et l'idée d'une femme apparaissant dans un spectacle public est jugée scandaleuse. Mais la famille tient bon.
Elle effectue son arangetram, sa première danse en public sur une scène, à l’âge de sept ans, en 1925, dans un temple de Kanchipuram. Elle se produit ensuite dans toute l'Inde.
Dans les années 1950, après l’indépendance de l’Inde, le bharata natyam connaît un renouveau. Balasaraswati crée alors une école de danse pour former à la tradition du bharata natyam dans sa forme la plus pure.
Son premier spectacle à l'étranger l'amène à Tokyo en 1961. En 1962, elle se produit aux États-Unis, et y enseigne. Elle continue ensuite à se produire dans les années 1960 et 1970 aux États-Unis, et à y enseigner, ainsi qu’en Europe, plus ponctuellement.
Attachée au système matrilinéaire, elle reste célibataire. Cependant, elle vit avec un partenaire et fonde une famille, avec une fille, Lakshmi, qui est, comme elle, devenue une danseuse. Mariée à Douglas Knight, musicien et érudit occidental , elle est connue sous le nom de Lakshmi Knight, et a à son tour un fils qui choisit d’être danseur, Aniruddha Knight (en). 
Elle reçoit plusieurs distinctions durant son parcours, dont le Padma Bhushan en 1957 et le Padma Vibhushan en 1977, la troisième et la deuxième plus haute distinction civile décernée par le gouvernement indien,.
Elle passe ses dernières années dans sa maison de Kilpauk (en), à Chennai. Après une longue maladie, elle meurt le 9 février 1984. Son gendre, Douglas Knight, écrit et publie en 2010 sa biographie : Balasaraswati, Her Art and Her Life.
Le réalisateur Satyajit Ray lui consacre un film documentaire appelé Bala, sorti en 1976.